# Nikolai Pawlowitsch Blagin

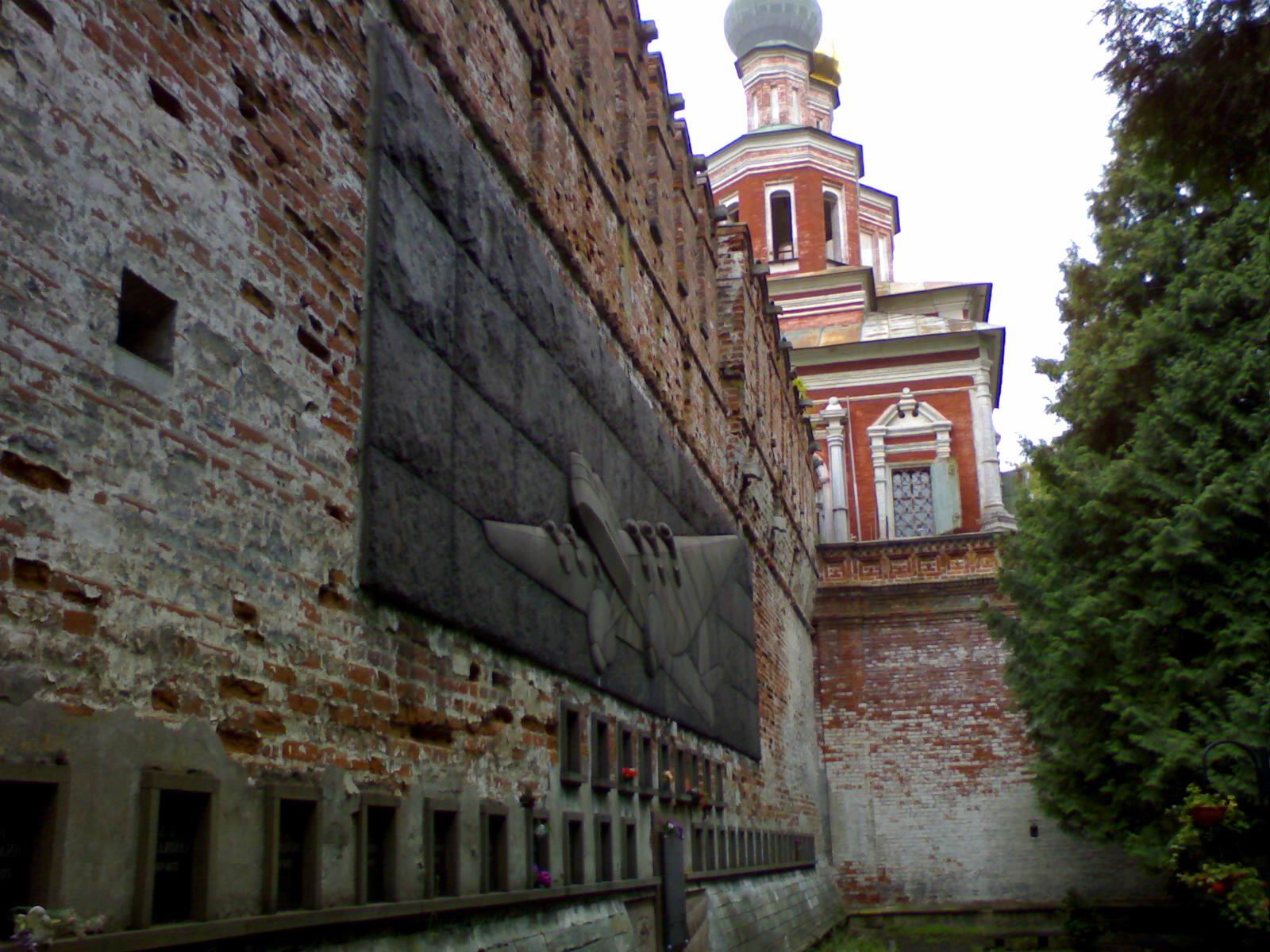
Grabanlage mit den Opfern des Absturzes auf dem Nowodewitschi-Friedhof

Nikolai Pawlowitsch Blagin (russisch Николай Павлович Благин; * 29. Augustjul. / 10. September 1899greg. in Chabarowsk; † 18. Mai 1935 in Moskau) war ein sowjetischer Testpilot. Bekanntheit erlangte er durch den von ihm verursachten Absturz des Großflugzeuges „Maxim Gorki“ im Jahre 1935. Bei diesem für die damalige Zeit schweren Flugunfall kamen, Blagin eingeschlossen, 50 Menschen ums Leben. Andere Quellen geben sein Geburtsdatum und -ort mit dem 7. Oktober 1899 in Witebsk an.

## Leben
Nikolai Blagin war der Sohn eines Topographen der zaristischen Armee im Rang eines Oberleutnants. 1917 schloss er die Realschule ab und absolvierte anschließend mehrere Luftfahrtkurse an der Fliegerschule in Moskau. Ein Jahr später trat er in die kommunistische Partei ein und meldete sich freiwillig zur Armee, wo er im November 1918 in einer mit Ilja-Muromez-Bombenflugzeugen ausgerüsteten Division Dienst tat, kurz darauf aber sein Studium an der Fliegerschule wieder aufnahm. Nach dessen Abschluss kehrte er zu seiner Einheit zurück, wurde aber nach kurzer Zeit an die Moskauer Höhere Fliegerschule geschickt, die er 1923 als Jagdflieger beendete. Anschließend leitete er an einer Militärschule eine Beobachterklasse.
Als Blagin 1922 wegen seiner Herkunft und „mangelnder politischer Eignung“ aus der Partei ausgeschlossen wurde, bedeutete das für ihn arge Erschwernisse in seiner beruflichen Laufbahn.
1924 war Blagin der Erste, der in der Sowjetunion einen Flug bei Nacht durchführte. Im Mai 1925 wurde er zum Kettenkommandeur in der Jagdfliegerstaffel 1 ernannt. Anfang 1930 erfolgte seine Versetzung zur Fliegerstaffel zur besonderen Verwendung, im Oktober gleichen Jahres seine Ernennung zum Instrukteur beim NII WWS (dem Wissenschaftlichen Forschungsinstitut der Luftstreitkräfte). 1931 wechselte er als Testpilot zum ZAGI, wo er hauptsächlich für die Erprobung von Tupolew-Konstruktionen verantwortlich war. So führte er die Tests mit dem mit großkalibrigen Kanonen bewaffneten schweren Jäger DIP durch und absolvierte 1933 mit einer TB-1 erstmals in der Sowjetunion Starts mit Hilfsraketen.
Am 18. Mai 1935 rammte Blagin in einem Begleitflugzeug vom Typ I-5 während einer Flugvorführung über Moskau die achtmotorige „Maxim Gorki“, damals das weltweit größte Landflugzeug. Er hatte versucht, um das Flugzeug einen Looping zu drehen, verschätzte sich aber beim Ausleiten und stürzte in die rechte Tragfläche, was den Absturz beider Flugzeuge zur Folge hatte. In der offiziellen Darstellung war von einem eigenmächtigen Handeln Blagins die Rede, der trotz Verbots während der Vorführung plötzlich angefangen hatte, Kunstfiguren zu fliegen. Es kann jedoch davon ausgegangen werden, dass Blagin, der als disziplinierter und erfahrener Pilot galt, von höchster Stelle die Anweisungen für die aus fliegerischer Sicht verantwortungslose Handlungsweise erhalten hatte. Wahrscheinlich sollte den anwesenden ausländischen Beobachtern so die Leistungsfähigkeit der sowjetischen Luftfahrttechnik demonstriert werden. Nach der Katastrophe wurde dann jegliche Schuld von den Verantwortlichen auf den „als Angeber bekannten Piloten“ geschoben.
Blagin wurden zusammen mit den anderen Opfern des Absturzes auf dem Nowodewitschi-Friedhof in Moskau beigesetzt.